# Town ball
Le town ball est un sport collectif qui fut à l'origine du baseball. Ce jeu de balle et de batte est pratiqué dans les colonies britanniques d'Amérique du Nord du XVIIIe siècle aux années 1860. Ce jeu possédait plusieurs variantes dans le temps et dans l'espace. Il pouvait être appelé tout simplement « ball », « round ball » ou même « base ball » dans certains zones. La version jouée dans la région de Boston était généralement appelée « Round ball » et est aujourd'hui nommée « Massachusetts Game ».
Ce sport fut notamment très pratiqué par les soldats américains lors de la Guerre d'indépendance. Plusieurs mentions de matchs figurent dans les journaux et autres recueils de souvenirs de ces militaires. Citons l'exemple du journal de G. Edwings qui mentionne la tenue d'une rencontre le 7 avril 1779.
Le jeu est introduit à l'Université de Princeton en 1787. Sa pratique laisse peu de traces écrites jusqu'au milieu du XIXe siècle avec des foyers particulièrement actifs à Philadelphie et à Boston, notamment.
Le town ball est avec le rounders l'un des modèles des inventeurs new-yorkais du baseball en 1845. Il faut toutefois attendre les années 1860 pour que le « New York Game » supplante le town ball à Boston ou Philadelphie.